# Anton Ruland
Pour les articles homonymes, voir Ruland.
Anton Ruland, né  le 25 novembre 1809 à Wurtzbourg, mort le 8 janvier 1874, à Munich est un bibliothécaire de l'université de Wurtzbourg, spécialiste de l'histoire de cette université. Il est le premier à avoir retrouvé la quasi-totalité des œuvres du professeur Adrien Romain, et dressé de lui une bibliographie et une biographie exhaustive.

## Biographie
Bibliothécaire en chef de l'université de Wurtzbourg, Ruland a terminé ses études philosophiques dans cette université. Ordonné prêtre le 26 mai 1832, affecté à Kitzingen, puis le 27 mars 1838, comme bibliothécaire à l'université de Wurtzbourg, il en devient le directeur en 1850. Ruland mourut le 8 janvier 1874, à Munich du choléra.